# Chthamalus panamensis
Chthamalus panamensis is een zeepokkensoort uit de familie van de Chthamalidae. De wetenschappelijke naam van de soort werd voor het eerst geldig gepubliceerd in 1916 door Pilsbry.